# Agliana
Agliana är en ort och kommun i provinsen Pistoia i regionen Toscana i Italien. Kommunen hade 17 920 invånare (2018).